# Love Hate
Love Hate (lub Love Me All Summer, Hate Me All Winter) to debiutancki album piosenkarza i autora tekstów, The-Dreama. Album został wydany 11 grudnia 2007 roku przez Def Jam Recordings.

## Album
Album został napisany i nagrany w jedyne dziewięć dni, posiada skończone już dwanaście utworów. Tytuł, Love Hate został wyjaśniony przez The-Dreama 

Nazwa ta jest skrócona i brzmi naprawdę "love me all summer, hate me all winter" (kochaj mnie całe lato, nienawidź całą zimę), ponieważ wszyscy kochają jak jest ciepło, a gdy jest zimno nie," The-Dream wyjaśnia. "Jestem gorący i oni mnie kochają, ale jak byłem zimny nienawidzili."

### Goście
Lista przedstawianych gości była początkowo ograniczona, mieli to być Fabolous, Jay-Z, Rihanna i Andre 3000, których The-Dream utożsamił, jednak są to naprawdę tylko Fabolous i Rihanna.

### Produkcja
Produkcją albumu The-Dreama zajął się jego partner, Tricky Stewart, który wyprodukował piosenkę Rihanny "Umbrella" oraz Mary J. Blige "Just Fine", innym producentem jest Los Da Mystro, który pracował z Dreamem nad piosenką "Bed" J. Holidaya (Los Da Mystro zajął się produkcją, a Dream tekstem).

### Single
"Shawty Is a 10" został wybrany na pierwszy singel z albumu, najlepszy od drugiego i trzeciego singla. Jako drugi został wydany "Falsetto", którego producentem jest Tricky Stewart, następnie "I Luv Your Girl" ma stać się trzecim singlem.

## Lista utworów
| #  | Tytuł                 | Producent      | Gość     | Czas |
| -- | --------------------- | -------------- | -------- | ---- |
| 1  | "Shawty Is a 10"      | Los Da Mystro  | Fabolous | 4:23 |
| 2  | "I Luv Your Girl"     | Tricky Stewart |          | 4:28 |
| 3  | "Fast Car"            | Los Da Mystro  |          | 4:50 |
| 4  | "Nikki"               | Tricky Stewart |          | 4:06 |
| 5  | "She Needs My Love"   | Tricky Stewart |          | 4:30 |
| 6  | "Falsetto"            | Tricky Stewart |          | 4:31 |
| 7  | "Playin' in Her Hair" | Los Da Mystro  |          | 3:15 |
| 8  | "Purple Kisses"       | Los Da Mystro  |          | 5:14 |
| 9  | "Ditch That..."       | Tricky Stewart |          | 5:00 |
| 10 | "Luv Songs"           | Los Da Mystro  |          | 4:42 |
| 11 | "Livin' a Lie"        | Tricky Stewart | Rihanna  | 4:16 |
| 12 | "Mama"                | Tricky Stewart |          | 4:02 |